# Стенлі (Північна Дакота)
Стенлі (англ. Stanley) — місто (англ. city) в США, в окрузі Маунтрейл штату Північна Дакота. Населення — 2321 особа (2020).

## Географія
Стенлі розташоване за координатами 48°18′57″ пн. ш. 102°23′14″ зх. д. / 48.31583° пн. ш. 102.38722° зх. д. (48.315847, -102.387171).  За даними Бюро перепису населення США в 2010 році місто мало площу 4,75 км², з яких 4,71 км² — суходіл та 0,03 км² — водойми.

## Демографія
Згідно з переписом 2010 року, у місті мешкало 1458 осіб у 629 домогосподарствах у складі 362 родин. Густота населення становила 307 осіб/км².  Було 718 помешкань (151/км²).
Расовий склад населення:
| - 97,4 % — білих - 0,5 % — корінних американців - 0,5 % — азіатів - 0,2 % — чорних або афроамериканців |

До двох чи більше рас належало 0,8 %. Частка іспаномовних становила 3,9 % від усіх жителів.
За віковим діапазоном населення розподілялося таким чином: 21,0 % — особи молодші 18 років, 56,1 % — особи у віці 18—64 років, 22,9 % — особи у віці 65 років та старші. Медіана віку мешканця становила 44,1 року. На 100 осіб жіночої статі у місті припадало 100,8 чоловіків;  на 100 жінок у віці від 18 років та старших — 98,3 чоловіків також старших 18 років.
Середній дохід на одне домашнє господарство  становив 74 241 долар США (медіана — 57 614), а середній дохід на одну сім'ю — 100 586 доларів (медіана — 87 917). За межею бідності перебувало 7,0 % осіб, у тому числі 9,2 % дітей у віці до 18 років та 19,1 % осіб у віці 65 років та старших.
Цивільне працевлаштоване населення становило 1065 осіб. Основні галузі зайнятості: освіта, охорона здоров'я та соціальна допомога — 20,8 %, будівництво — 11,9 %, сільське господарство, лісництво, риболовля — 11,5 %.